# Dammtjärnen (Lima socken, Dalarna, 675985-136252)
Dammtjärnen är en sjö i Malung-Sälens kommun i Dalarna och ingår i Dalälvens huvudavrinningsområde.